# Agrilocida
Agrilocida is een geslacht van vliesvleugeligen uit de familie Pteromalidae. De wetenschappelijke naam van dit geslacht is voor het eerst geldig gepubliceerd in 1964 door Steffan.

## Soorten
Het geslacht Agrilocida is monotypisch en omvat slechts de volgende soort:
- Agrilocida ferrierei Steffan, 1964